# Gallejaur (naturreservat)
Gallejaur är ett naturreservat i Arvidsjaurs kommun i Norrbottens län.
Området är naturskyddat sedan 2008 och är 1,1 kvadratkilometer stort. Reservatet omfattar västsluttningen av  Gallejaurberget ner mot Gallejaurdammen och norr om byn och kulturreservatet Gallejaur. Reservatet består av gammal tall- och granskog.